# Dalibaire
Dalibaire est un canton canadien de l'Est du Québec situé dans la municipalité régionale de comté de La Matanie dans la région administrative du Bas-Saint-Laurent.  Il fut proclamé officiellement le 19 août 1865.  Il couvre une superficie de 29 545 hectares.

## Toponymie
Le toponyme Dalibaire est en l'honneur de l'un des premiers directeurs généraux de la Compagnie des Indes occidentales à qui le roi de France a octroyé tous le territoire de la Nouvelle-France.